# Laurette Séjourné
Pour les articles homonymes, voir Séjourné.
Laurette Séjourné (1911 - 25 mai 2003) est une archéologue et ethnologue. Née en Italie, à Pérouse, elle est naturalisée mexicaine.

## Biographie
Née Laura Valentini Corsa, à Pérouse, de nationalité italienne, elle porte le patronyme Séjourné, celui de son premier époux, citoyen français. Après leur divorce, devient la compagne du révolutionnaire et romancier russe Victor Serge (1890-1947).
Elle figure aux côtés d'André Breton, Jacqueline Lamba, Benjamin Péret, Victor Brauner, Jacques Hérold et Sylvain Itkine sur des photos prises à la Villa Air-Bel à Marseille en mars 1941, avant son exil. En 1942 elle rejoint Victor Serge au Mexique où ils se marient. Leur correspondance de 1941-1942 a été publiée en 2017. Après le décès de Serge, elle épouse l'éditeur Arnaldo Orfila Reynal.
Pendant les années 1950, elle travaille à l'INAH (Institut national d'anthropologie et d'histoire du Mexique), faisant des fouilles à Teotihuacan. Elle publie plusieurs livres sur la cosmologie et la religion des Nahuas, dont La Pensée des anciens Mexicains.
Son principal travail concerne la figure de Quetzalcóatl. De plus, elle affirme que Teotihuacán était la légendaire Tollan.
Son travail est encore estimé par les spécialistes. Des portions de son travail ont été adoptées par des groupes ésotériques, recherchant des enseignements occultes dans les religions préhispaniques, un usage que Séjourné n'a jamais encouragé ni soutenu.
Ses dernières années furent consacrées à apporter une éducation aux peuples indigènes du sud du Mexique.

## Publications
- Palenque, una ciudad maya, Mexico, Fondo de Cultura Económica, 1952.
- Supervivencias de un mundo mágico, imágenes de 4 pueblos mexicanos, dessins de Leonora Carrington, Mexico, Tezontle, 1953.
- Pensamiento y religión en el México antiguo, Mexico, Fondo de Cultura Económica, 1957 ; traduction : Burning water, thought and religion in Ancient Mexico, Londres, New York, Thames & Hudson, 1957 ; La Pensée des anciens Mexicains, Paris, F. Maspero, 1966.
- Un Palacio en la ciudad de los dioses, Teotihuacán, Mexico, Instituto nacional de antropología e historia, 1959.
- El Universo de Quetzalcóatl, Fondo de Cultura Económica, 1962.
- Arqueología de Teotihuacán, la cerámica, Fondo de Cultura Económica, 1966.
- La pensée des anciens mexicains, Paris, Maspero, 1966 ; rééd. 1982.
- Teotihuacan, métropole de l'Amérique, Paris, F. Maspero, 1969.
- Antiguas culturas precolombinas, México, Siglo XXI de España editores, 1976.
- El Pensamiento náhuatl cifrado en los calendarios, Siglo XXI, 1983.
- Teotihuacan, capital de los Toltecas, Mexico, Siglo Veintiuno Editores, 1994
- Cosmogonia de Mesoamérica, Mexico, Siglo veintiuno editores, 2004.
- Écris-moi à Mexico : correspondance inédite [avec Victor Serge], 1941-1942, Paris, Signes et balises, 2017.